# Júlio Villani
Pour les articles homonymes, voir Villani.
Júlio Villani est un plasticien né à Marília au Brésil en 1956. Il vit à Paris depuis 1982.

## Biographie
Julio Villani fait ses études à la faculté des arts plastiques (F.A.A.P.) de São Paulo et à la Watford School of arts de Londres. Il intègre ensuite l’École nationale des beaux-arts à Paris. 

## Approche artistique
Ses supports de création vont de la peinture à la sculpture mais aussi ou la vidéo. D'autres formes de création dans le domaine des arts appliqués incluent son travail de tapisserie réalisée à la Manufacture de la Savonnerie ou à la Manufacture des Gobelins ainsi que des vitraux (commande Hôpitaux de Paris pour l'Oratoire de l'Hôpital Vaugirard, Paris en 1991). Certaines de ses sculptures ont été fondues à la fonderie d’art Landowski à Paris.
La peinture de Villani utilise la technique de l'huile avec des aplats de couleurs déposés sur  différents supports, souvent issus de papiers administratifs (actes notariés, photographies de mariages, de communions...). Une œuvre importante de Júlio Villani est une sculpture intitulée L’origine du monde — emprunt à Gustave Courbet - présentant des formes mâle-femelle emboîtées sous forme de trois corps. La broderie a pris corps dans son œuvre à partir des années 2000 : si d'habitude son support sont des draps en lin et chanvre anciens, chinés, à la demande du CNMH et du Palais de Tokyo il a réalisé pour l'Abbaye du Thoronet une installation site specific monumentale (2330 x 740 cm), en fils de laine et polypropylène sur voile de coton.

## Expositions
Au nombre de ses expositions personnelles peuvent être citées celles à l'Eglise de Saint Jean d'Orbestier (Château d'Olonne, commissaire Philippe Piguet, 2016), au Musée des Beaux-Arts d'Agen (1997), à la Fondation Peter und Irene Ludwig à Aix-la-Chapelle, ainsi qu'au passage de Retz à Paris (1998), à la Pinacoteca del Estado de São Paulo, à la Casa França-Brasil de Rio de Janeiro, au Credac d'Ivry-sur-Seine (2004), au Centre d'art contemporain 10neuf de Montbéliard (2005), à la galerie Laage-Salomon, à la Maison de l'Amérique latine  (Je ne suis pas d'ici en 2005),  Musée Zadkine (L'Arpenteur, 2010), Hermès (La vie (cachée) des objets , 2017) à la Maison de Verre / Lina Bo Bardi (Musée de Tout, 2023) et à la Chapelle du Morumbi (Paradis, 2023) à São Paulo. 
Parmi ses participations à des expositions collectives : Ensaios para o Museu das origens , Itaú Cultural, São Paulo, (commissaires Paulo Myiada et Izabella Pucu) 2023; ...Et l'obscur, Abbaye du Thoronet (CNMH / Palais de Tokyo, commissaire Jean de Loisy, 2019); Collections du Mobilier national. 1997-2007, Galerie des Gobelins, Paris, 2007; Modernidade,Musée d'art moderne de la ville de Paris et Musée d'Art de São Paulo (1987), FIAC (2002, 2005); Don't call it performance, Musée Reina Sofía de Madrid (2002) et au Museo del Barrio de New York (2004); Stop-Art au Fri-Art de Fribourg ; Art concret à la Fondation Daniela Chappard de Biarritz, 2006; Vivre Paris à l'Espace Electra, fondation EDF, 1999, Paris; O Moderno e o Contemporâneo na Arte Brasileira: Coleção Gilberto Chateaubriand - MAM/RJ. Museu de Arte de São Paulo, 1998.